# Chaetosiphonaceae
Chaetosiphonaceae é uma família de algas, pertencente à ordem Bryopsidales.

## Géneros
- Blastophysa
- Chaetosiphon